# Okpe (LGA)
Okpe és una LGA de l'estat del Delta, al sud de Nigèria. La seva capital és Orerokpe. La població és de 128.398 habitants (2006). A Okpe hi ha l'Aeroport de Warri, que està localitzat a Osubi i el Complex de Comerç i Fires de Warri. La majoria de la seva població són okpes i parlen la llengua okpe. Aquests són considerats com una part dels urhobos. La seva ocupació principal és els productes agrícoles i la seva comercialització, així com productes derivats de la pesca i la cacera, i el comerç relacionat amb el gas. Les principals poblacions que integren la LGA són: Amuokpokpo, Elume, Igbimidaka, Inabome, Jakpa, Ogiedi, Okuoke, Olan, Onoghro, Orerokpe, Oyohe, Ugolo i Uwagba.